# アンドラーシュ (ガーリチ公)
アンドラーシュ（ハンガリー語: András、1210年頃 - 1233年）は、ハンガリー王アンドラーシュ2世の子である。ハンガリー王子として生まれ、ルーシのガーリチ公国の公位を有した（ガーリチ公：1226年 - 1229年、1231年 - 1233年）。なお、同じくハンガリー王家出身でガーリチ公となったカールマーンの兄弟にあたる。

## 生涯
アンドラーシュは、ハンガリー王アンドラーシュ2世と王妃ゲルトルードとの間に生まれた、3番めの息子（末弟）であるとされる。13世紀の初期に、父のアンドラーシュ2世はガーリチ地方への軍事的干渉を行っており、アンドラーシュの兄弟であるカールマーンをガーリチ公位に就けようと画策したが失敗に終わっていた。1221年、アンドラーシュ2世はガーリチ公ムスチスラフと和平条約を締結し、アンドラーシュと、ムスチスラフの娘・マリヤとの間に婚儀が結ばれた。1223年、ルーシ諸公軍とモンゴル帝国軍との間でカルカ河畔の戦いが行われ、ルーシ諸公軍が敗北した。義父ムスチスラフは、参戦したルーシの諸公国の1つであるスモレンスク公国の消耗に乗じ、ガーリチ・ポドリエ両地方に地盤を固めたが、1228年に死亡した。
ムスチスラフの死後、アンドラーシュはガーリチ公位にあったが、同じくムスチスラフの娘婿であるダニールをガーリチ公位に迎えようとするガーリチのボヤーレ（貴族層）らと敵対、内紛の対処に追われた。1229年、ダニールによってアンドラーシュは捕虜となり、その後追放された。ガーリチ公位はダニールの手に渡った。アンドラーシュは、祖国ハンガリーや、自身の側に加担するボヤーレの軍と共にガーリチ奪還を試みたが、軍中に伝染病が発生したため、父アンドラーシュ2世は軍を引き返させた。
1231年、ガーリチ公位にあったダニールと、ベルズ公アレクサンドルとの間に紛争が発生した。この渦中において、ガーリチのボヤーレはアンドラーシュをガーリチ公位に招き、アンドラーシュは軍を率いて再びガーリチへと入った。一方ダニールもまたガーリチ公位を譲渡しようとはせず、キエフ大公ウラジーミル、ポロヴェツ族と連合してガーリチに攻め寄せた。最終的には1233年にアンドラーシュが死亡し、ガーリチ公位はダニールの手中に収まった。